# Vallée de Tavannes

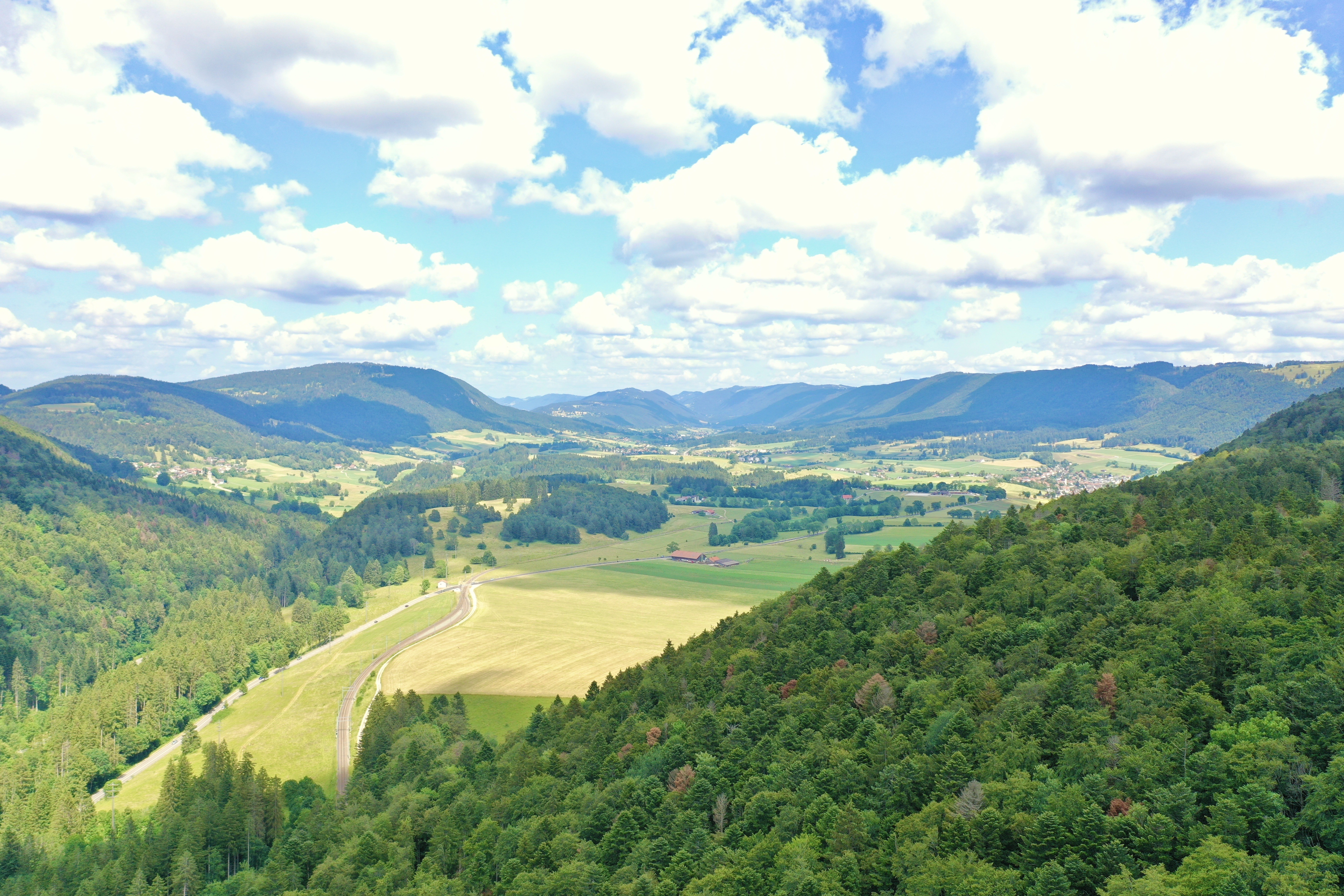
Luftaufnahme von Vallée de Tavannes

Das Vallée de Tavannes, auch Orval genannt, ist ein Längstal im Berner Jura in der Schweiz. Es gehört heute politisch zum Verwaltungskreis Berner Jura, früher zum ehemaligen District de Moutier, liegt zwischen Biel und Delémont und wird von der Birs (französisch Birse) nach Nordosten zum Rhein entwässert. Wichtigster Ort ist Tavannes am Nordfuss des Passübergangs Pierre Pertuis. Die Talschaft weist eine Fläche von ungefähr 50 km² auf.

## Geographie
Das Vallée de Tavannes erstreckt sich rund 20 km in Richtung West-Ost; die maximale Breite beträgt im Bereich von Tavannes 4 km. Der Talboden liegt im Mittel auf 700 m ü. M., steigt aber gegen Westen bis auf 850 m ü. M. an. Das Tal reicht von der Talenge der Trame zwischen den Höhenrücken von Montbautier und La Tanne im Westen bis in das Chaluet im äussersten Osten.
Wichtigstes Fliessgewässer des Vallée de Tavannes ist die Birs, die am Nordfuss der Pierre Pertuis in einer Karstquelle entspringt und dann in östlicher Richtung durch das breite Talbecken verläuft, bevor sie das Tal bei Court durch die Gorges de Court nordwärts nach Moutier verlässt. Auf ihrem Weg durch das Vallée de Tavannes nimmt sie zunächst von Westen her die Trame auf, die das Talbecken von Tramelan entwässert. Sie führt zwar weniger Wasser als die Birs, hat bis zu ihrer Mündung aber eine deutlich längere Wegstrecke zurückgelegt. Kurz vor dem Eintritt in die Gorges de Court erhält die Birs von Osten her Zufluss durch den Ruisseau de Chaluet. Von den Hängen der umgebenden Höhen strömen weitere kurze Seitenbäche herab.
Begrenzt wird das Vallée de Tavannes auf seiner Südseite durch den Höhenrücken des Montoz (bis maximal 1405 m ü. M.). Die nördliche Abgrenzung bilden von West nach Ost die Höhen von Montbautier (1160 m ü. M.), Moron (1337 m ü. M.), Mont Girod (1045 m ü. M.) und Graitery (1280 m ü. M.).

## Geologie
Geologisch gesehen bildet das Vallée de Tavannes eine breite Synklinale im Faltenjura zwischen den Antiklinalen von Montoz und Moron respektive Graitery. Die Talschaft ist Teil einer rund 60 km langen Synklinale, die sich von Tramelan ostwärts über das Vallée de Tavannes, das Chaluet, den Binzberg (Synklinalpass), das Dünnerntal und das Augstbachtal bis in die Gegend des Oberen Hauensteins hinzieht.
Die tieferen Lagen des Talbeckens sind mit tertiären Sandstein- und Mergelschichten angefüllt, welche zur Hauptsache Sedimente aus dem Miozän und Oligozän darstellen. Darüber legten sich quartäre Ablagerungen fluvialen Ursprungs. An den bewaldeten Hängen treten die kompetenten Kalkschichten aus der oberen Jurazeit (Malm) zutage.

## Bevölkerung
| Jahr | Einwohner |
| ---- | --------- |
| 1850 | 3832      |
| 1900 | 8539      |
| 1910 | 10736     |
| 1930 | 11354     |
| 1950 | 12475     |
| 1960 | 13823     |
| 1970 | 14277     |
| 1980 | 12739     |
| 1990 | 12374     |
| 2000 | 12442     |

Das Vallée de Tavannes zählt rund 12'400 Einwohner (Ende 2004). Wichtigste Ortschaft ist Tavannes mit 3354 Einwohnern. Die Talschaft setzt sich aus 11 Gemeinden zusammen. Von Osten nach Westen sind dies: Court, Sorvilier, Champoz, Bévilard, Malleray, Pontenet, Loveresse, Reconvilier, Saules, Saicourt und Tavannes.
Die Entwicklung der Bevölkerungszahl des Vallée de Tavannes spiegelt im Wesentlichen die wirtschaftliche Lage der Talschaft wider. Markante Zuwachsraten wurden insbesondere von Ende des 19. Jahrhunderts bis 1910 verzeichnet. Nach einem Höchststand um 1970 nahm die Bevölkerung infolge der Wirtschaftskrise der 1970er Jahre um mehr als 10 % ab. Seither wurden nur noch geringe Schwankungen beobachtet.

## Wirtschaft
Zu den wichtigen im Vallée de Tavannes vertretenen Industriebranchen zählen heute die Maschinenindustrie, der Metallbau, die Feinmechanik, die elektronische Industrie und die Holzverarbeitung. Die einst so bedeutende Uhrenindustrie spielt nur noch eine marginale Rolle. Die fruchtbaren Böden im Talbecken werden landwirtschaftlich intensiv genutzt. Auf den umliegenden Jurahöhen gibt es ausgedehnte Sömmerungsweiden (pâturages) für das Vieh.

## Verkehr
Verkehrstechnisch ist die Talschaft gut erschlossen. Durch das Vallée de Tavannes führt die Hauptstrasse von Delémont via Moutier nach Biel. Die 2017 eröffnete Nationalstrasse A16 (Transjurane) umfährt die Dörfer im Vallée de Tavannes leicht erhöht am südlichen Talhang und ist teils zweispurig, teils vierspurig ausgelegt.
Mit der Einweihung der Eisenbahnlinie von Court nach Tavannes am 16. Dezember 1876 wurde die Talschaft an das schweizerische Eisenbahnnetz angebunden. Während der folgenden 40 Jahre verkehrten die Züge von Basel nach Biel durch das Vallée de Tavannes. Mit der Eröffnung des Grenchenbergtunnels (1915) von Moutier nach Grenchen wurde jedoch ein schnellerer Weg geschaffen, der nicht mehr durch das Tal führte. Ferner wurde am 16. August 1884 die Schmalspurlinie der Chemins de fer du Jura von Tavannes nach Tramelan in Betrieb genommen.

## Geschichte
Zur Römerzeit verlief ein Verkehrsweg vom Schweizer Mittelland (Region Biel) durch das Vallée de Tavannes nach Augusta Raurica. Allerdings war zu jener Zeit die Schlucht von Court noch unpassierbar, so dass der Weg von Bévilard über die Passhöhe von Champoz nach Moutier geführt wurde. Aus dieser Zeitepoche sind jedoch nur sehr wenige Spuren erhalten.
Die eigentliche Besiedlung der Talschaft begann im 7. Jahrhundert, nachdem das Kloster Moutier-Grandval gegründet worden war. Mönche dieses Klosters legten damals mit der Rodung und Urbarmachung der Wildnis den Grundstein für die Besiedlung. Zu den ältesten Dörfern des Vallée de Tavannes zählen Tavannes und Reconvilier, die bereits im Verlauf des 9. Jahrhunderts erstmals urkundlich erwähnt sind. Die gesamte Talschaft unterstand zunächst direkt dem Priorat Moutier-Grandval. Nach der Gründung des Klosters Bellelay im 12. Jahrhundert wurde Tavannes durch den Fürstbischof von Basel diesem neuen Kloster unterstellt. Später gelangten weitere Teile des westlichen Vallée de Tavannes in den Besitz des Klosters Bellelay. Die Familie de Tavannes besaß ab dem 12. Jahrhundert Land im Vallée de Tavannes und regierte in Pruntrut, Delsberg und anderen Orten. Die Schweizer Linie der Familie starb am Ende des Mittelalters aus.
Die Oberhoheit über die Talschaft hatte der Fürstbischof von Basel inne. Ab 1530 wurde in den Dörfern des Vallée de Tavannes die Reformation eingeführt. Als Gebiet der Prévôté (Propstei) Moutier-Grandval war das Vallée de Tavannes seit dem 16. Jahrhundert Teil der reformierten Vogtei Sur-les-Roches und in zwei Meiereien aufgeteilt. Nachdem die Prévôté 1797 von französischen Truppen erobert und mit Frankreich vereinigt wurde, gehörte das Vallée de Tavannes anfangs zum Département Mont-Terrible, das 1800 mit dem Département Haut-Rhin verbunden wurde. Durch den Entscheid des Wiener Kongresses endete 1815 die französische Herrschaft, und die Talschaft kam an den Kanton Bern. In der Jurafrage votierte die Bevölkerung des Vallée de Tavannes 1974 mehrheitlich für den Verbleib beim Kanton Bern.
In der zweiten Hälfte des 19. Jahrhunderts setzte eine rasche Industrialisierung des Vallée de Tavannes ein. Aus dem benachbarten Vallon de Saint-Imier wurde die Uhrenindustrie eingeführt, die in der ersten Hälfte des 20. Jahrhunderts ihre Blütezeit erreichte und zu einem wirtschaftlichen Aufschwung in der Region führte. Daneben entwickelte sich auch der Maschinenbau und die feinmechanische Industrie. Die Wirtschaftskrise in den 1970er Jahren hatte viele Betriebsschliessungen in der Uhrenbranche und den Verlust zahlreicher Arbeitsplätze zur Folge und war letztendlich mit einem deutlichen Bevölkerungsrückgang verbunden.